# Parti populaire de la Communauté valencienne
Le Parti populaire de la Communauté valencienne (en espagnol : Partido Popular de la Comunidad Valenciana, PPCV) est la fédération territoriale du Parti populaire (PP) dans la Communauté valencienne.
Issu de l'Alliance populaire (AP), le PPCV accède au pouvoir dans la capitale valencienne en 1991, puis dans la communauté autonome en 1995. Il s'y maintient pendant vingt ans, retournant dans l'opposition territoriale et municipale après les élections de 2015. Il perd quatre ans plus tard son rang de première force politique. En 2023, il retrouve le pouvoir en coalition avec Vox.

## Présidents
| Titulaire       | Mandat                                                           | Fonction |
| --------------- | ---------------------------------------------------------------- | --- |
| Pedro Agramunt  | 15 décembre 1990 – 26 septembre 1993 (2 ans, 9 mois et 11 jours) | |
| Eduardo Zaplana | 26 septembre 1993 – 28 avril 2004 (10 ans, 7 mois et 2 jours)    | Maire de Benidorm (1991-1995) Président de la Généralité valencienne (1995-2002) Ministre du Travail et des Affaires sociales (2002-2004) Porte-parole du groupe populaire au Congrès des députés (2004-2008) |
| Francisco Camps | 28 avril 2004 – 20 juillet 2011 (7 ans, 2 mois et 22 jours)      | Secrétaire d'État aux Administrations territoriales (1999-2000) Président de la Généralité valencienne (2003-2011)                                                                                            |
| Alberto Fabra   | 20 juillet 2011 – 28 juillet 2015 (4 ans et 8 jours)             | Maire de Castelló de la Plana (2005-2011) Président de la Généralité valencienne (2011-2015) |
| Isabel Bonig    | 28 juillet 2015 – 3 juillet 2021 (5 ans, 11 mois et 5 jours)     | Maire de La Vall d'Uixó (2007-2011) Conseillère aux Infrastructures (2011-2015) |
| Carlos Mazón    | depuis le 3 juillet 2021 (4 ans et 19 jours)                     | Président de la députation d'Alicante (2019-2023) Président de la Généralité (depuis 2023) |

## Résultats électoraux

### Parlement valencien
| Année | Chef de file    | Voix      | %        | #      | Sièges  | Gouvernement                                |
| ----- | --------------- | --------- | -------- | ------ | ------- | ------------------------------------------- |
| 1991  | Pedro Agramunt  | 558 617   | 28,11    | 2e     | 31 / 89 | Opposition                                  |
| 1995  | Eduardo Zaplana | 1 013 859 | 43,28 () | 1er () | 42 / 89 | Zaplana I                                   |
| 1999  | Eduardo Zaplana | 1 085 011 | 48,63 () | 1er () | 49 / 89 | Zaplana II (1999-2002) ; Olivas (2002-2003) |
| 2003  | Francisco Camps | 1 146 780 | 47,90 () | 1er () | 48 / 89 | Camps I                                     |
| 2007  | Francisco Camps | 1 277 458 | 53,27 () | 1er () | 54 / 99 | Camps II                                    |
| 2011  | Francisco Camps | 1 211 112 | 50,67 () | 1er () | 55 / 99 | Camps III (2011) ; Fabra (2011-2015)        |
| 2015  | Alberto Fabra   | 658 612   | 26,98 () | 1er () | 31 / 99 | Opposition                                  |
| 2019  | Isabel Bonig    | 508 534   | 19,12 () | 2e ()  | 19 / 99 | Opposition                                  |
| 2023  | Carlos Mazón    | 881 893   | 35,75 () | 1er () | 40 / 99 | Mazón                                       |

## Identité visuelle

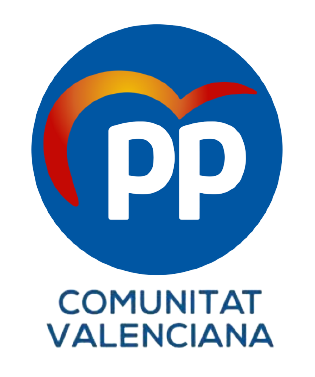
Logo de 2019 à 2022.
Logo depuis 2022.